# Loodsmansduin

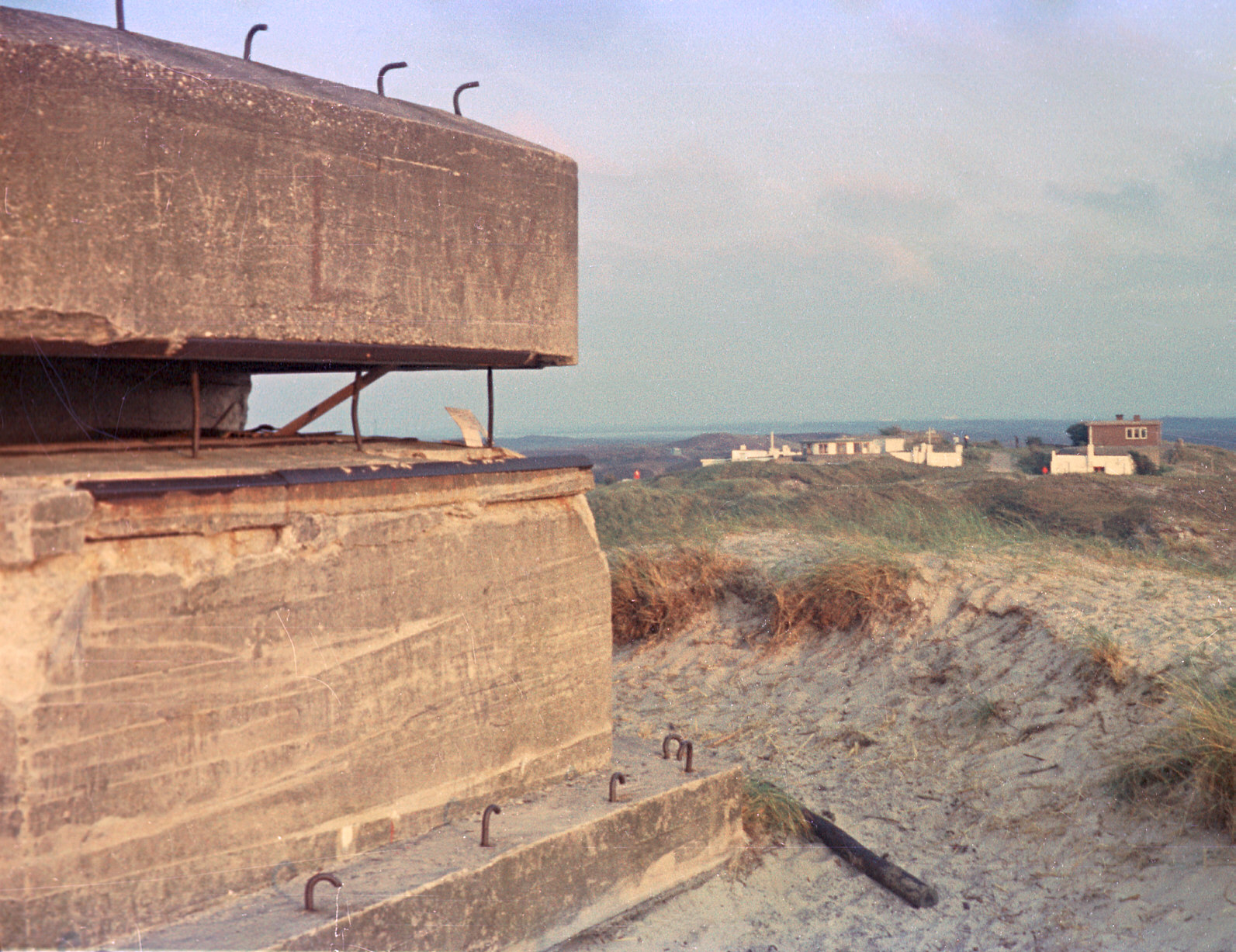
Bunker op het Loodmansduin

Het Loodsmansduin is een hoge duintop (24,3 meter) op het eiland Texel bij Den Hoorn. De duintop is vernoemd naar loodsmannen uit het dorp die vanaf de 17e tot halverwege de 19e eeuw op het duin uitkeken naar schepen om ze te begeleiden over het Marsdiep.
In de Tweede Wereldoorlog zijn er door de bezetter bunkers op gebouwd die deel uitmaakten van de Atlantikwall. Hiervan zijn er nog twee overgebleven.
Op het duin heeft men een weids uitzicht over de omgeving.